# Kostel svatého Štěpána (Nitra)
Kostel svatého Štěpána Krále stojí na místě někdejší vesnice Párovce. Raněrománský jednolodní kostel s půlkruhovou apsidou a představěnou věží.

## Dějiny
Kostel byl postaven z kamene už v 10. století. Z původní stavby se zachovaly jen základy. Nový kostel se začal budovat v 12. století, přičemž se snažili zachovat původní půdorys. Kostel měl podobu jednolodní stavby s půlkruhovou apsidou, na západní straně lodi se nacházela empora a nad ní byla vybudována vestavěná věžička. Po několika útocích byl kostel téměř zničen. Obnova přišla v 18. století, kdy byly dostavěny obvodové zdi lodi i apsidy. Kamennou emporu v interiéru nahradila dřevěná tribuna a namísto středověké sakristie byla postavena nová, která má obdélníkový půdorys. Celková obnova kostela začala probíhat v 60. letech, kdy došlo k narušení statiky věže a části zdiva.

## Zajímavosti
Během výzkumu v prostoru kostela se podařilo odhalit nejen pohřebiště, které se datuje do 10.-11. století a novověký hřbitov, ale byla zjištěna i skutečnost, že kostel nebyl původně zasvěcený sv. Štěpánovi, ale někomu jinému. Za svatého byl prohlášen sv. Štefan až v roce 1083. Ze zachovaných listin z roku 1301 se dozvídáme, že se nazýval kostel sv. Ondřeje a byl založen Matúšem Čákem.